# Szamobor
Szamobor (horvátul: Samobor) város és község Horvátországban, Zágráb megyében. Közigazgatásilag 77 falu tartozik hozzá. Ezek: Beder, Bobovica, Braslovje, Bratelji, Bregana, Breganica, Brezovac Žumberački, Budinjak, Bukovje Podvrško, Celine Samoborske, Cerje Samoborsko, Cerovica, Dane, Dolec Podokićki, Domaslovec, Draganje Selo, Dragonoš, Drežnik Podokićki, Dubrava Samoborska, Falašćak, Farkaševec Samoborski, Galgovo, Golubići, Gornja Vas, Gradna, Grdanjci, Gregurić Breg, Hrastina Samoborska, Jarušje, Javorek, Kladje, Klake, Klokočevec Samoborski, Konšćica, Kostanjevec Podvrški, Kotari, Kravljak, Lug Samoborski, Mala Jazbina, Mala Rakovica, Mali Lipovec, Manja Vas, Medsave, Molvice, Noršić Selo, Novo Selo Žumberačko, Osredek Žumberački, Osunja, Otruševec, Pavučnjak, Petkov Breg, Podgrađe Podokićko, Podvrh, Poklek, Prekrižje Plešivičko, Rakov Potok, Rude, Samoborski Otok, Savršćak, Selce Žumberačko, Sječevac, Slani Dol, Slapnica, Slavagora, Smerovišće, Stojdraga, Sveti Martin pod Okićem, Šimraki, Šipački Breg, Tisovac Žumberački, Velika Jazbina, Velika Rakovica, Veliki Lipovec, Višnjevec Podvrški, Vratnik Samoborski, Vrbovec Samoborski és Vrhovčak

## Fekvése
A város Horvátország északnyugati részén a szlovén határtól 5 km-re, Zágrábtól 20 km-re nyugatra a Száva jobb partja közelében a Zsumberk-Szamobori-hegység keleti lábánál fekszik.

## Története
Területe már a kőkor óta lakott, ezt bizonyítják a város körüli domboldalakon Stražniknál, Hajdovčaknál és Gradišćénél talált kőbalták, kőkések, edények és kőszerszámok. De gazdag leletanyag került elő a bronzkorból, a vaskorból és a római korból is. Területe az illír Iapodes törzs szállásterülete volt. A városi múzeum őrzi azt az illír pénzleletet, amelyet Okics közelében találtak és egész Horvátország legrégibb pénzlelete. Kezdetben Szamobor is Okics várának uradalmához tartozott. Első kiváltságait 1240 körül Kálmán hercegtől kapta, ekkor szabadult meg az uradalom fennhatósága alól. A várost 1242-ben említik először amikor IV. Béla szabad királyi városi rangra emelte. Ebben az oklevélben írják le a városnak a király által megerősített határait. Várát II. Ottokár cseh király hívei építették 1261 és 1271 között. A város ezekben az években alaposan megsínylette a határ közeli fekvését, ugyanis egyik színtere lett az V. István magyar király és Ottokár közötti összecsapásoknak. Várát Ottokár híveitől Okicsi Iván foglalta el, aki ezért hálából a várossal együtt megkapta azt a királytól. Ez egyúttal a város kiváltságainak elveszítését is jelentette. Az adományozás ezután több mint háromszáz éves pereskedéshez vezetett földesurai és a kiváltságaikat féltve őrző polgárok között. A 14. század közepén a vár ura Péter mester, Zágráb vármegye ispánja, majd a század végén, Kont Imre lett a várnagya. A 15. században a Cilleieké, később rokonuké, az Albenieké lett. Ezután Mátyás királyé, aki 1488-ban Ormosd váráért cserébe, Frangepán Borbálának engedte át, aki Szomszédvár urának Henning Ivánnak adta el. A század végén már ismét a Frangepánoké. Frangepán Ilona a várat és a várost sógorára, Ungnád Jánosra hagyományozta, de a város felét 1534-ben Gruber Leonárd vette meg. A szamobori birtokot Ungnád Kristóf egyesítette újra, majd sógoráé Erdődy Bakócz Tamásé lett. Ezután több birtokosa volt, az Auerspergek, az Erődyek, a Kulmerek, Kiepachok, az Alnochok, végül a Montecuccolik. Tulajdonosai a 17. században egy részét kényelmes várkastéllyá építették át. A 19. századra az elhagyatott vár egyre romosabbá vált. Ekkor tulajdonosai a várat elhagyták, a romokat 1902-ben a város megvásárolta.
A zágrábi püspökség megalapítása után szerzetesrendek települtek a környékbeli területekre. Szamoboron a 13. század második felében a zágrábi ciszterciták építették fel a Szent Ilona tiszteletére szentelt templomot. Plébániáját és Szent Anasztázia tiszteletére szentelt plébániatemplomát 1334-ben a zágrábi káptalan statútumában említik először. A mai plébániatemplom 1688-ban a régi plébániatemplom helyén épült. Kiváltságainak köszönhetően azonban a 16. századig a város fejlődése töretlen volt. A közeli Rude környékén található gazdag réz- és vaslelőhelyek számos iparost vonzottak Szamoborba, mely ez által jelentős gazdasági és kereskedelmi központtá vált. A város és az uradalom közötti összetűzések 1525-ben kezdődtek, amikor II. Lajos magyar király a vár urainak a város területére a királyi adók beszedését biztosító jogot adott. Ettől kezdve a város története a 18. századig a szabadjogokért vívott harcokkal telt. A 16. században indult meg a török elől menekülők áradata is, akik tömegesen telepedtek meg a védett helyen fekvő városban és környékén. 1525-ben érkeztek ide a boszniai horvát tartományból menekült ferences atyák, akik megkapták a IV. Béla által 1242-ben építtetett poljei Szűz Mária templomot. Kolostorukat Frangepán Ilona építtette. Ők kezdték meg a városban az írás és olvasás oktatását is. Az első iskola a ferences kolostorban működött és 1535-ben említik először. Az uradalom jobbágyai részt vettek az 1573-ban kitört horvát parasztfelkelésben. A 17. század elején hosszú per kezdődött az uradalom és a város között és annak ellenére, hogy a IV. Béla által adományozott kiváltságokat a királyok többször megerősítették a per az egész 17. század folyamán tartott. 1601-ben a városnak már önálló tanítóval rendelkező iskolája volt, melynek padjaiból a horvát művelődéstörténet több jeles alakja került ki, köztük Juraj Dijanić, Hilarion Gašparoti és Mihalj Šilobod. 1671 és 1688 között Auersperg Anna Erzsébet grófnő felépíttette az új plébániatemplomot. A város környéki gazdag érclelőhelyekre alapozva a város területén jelentős kézművesipar és gyáripar alakult ki. A fejlődéshez hozzájárult a szőlőtermelés és a mezőgazdaság is. Szamobor a 18. századra az ország egyik fontos ipari, gazdasági és kereskedelmi központja lett. A fejlődés a 18. század során is töretlenül folytatódott, egymás után épültek a házak, kastélyok, egyházi és gazdasági épületek. Az uradalommal zajló évszázados per 1769-ben kompromisszummal ért véget. 1797-ben nagy tűzvész pusztított, mely utáni újjáépítés során alakult ki a település mai arculata.

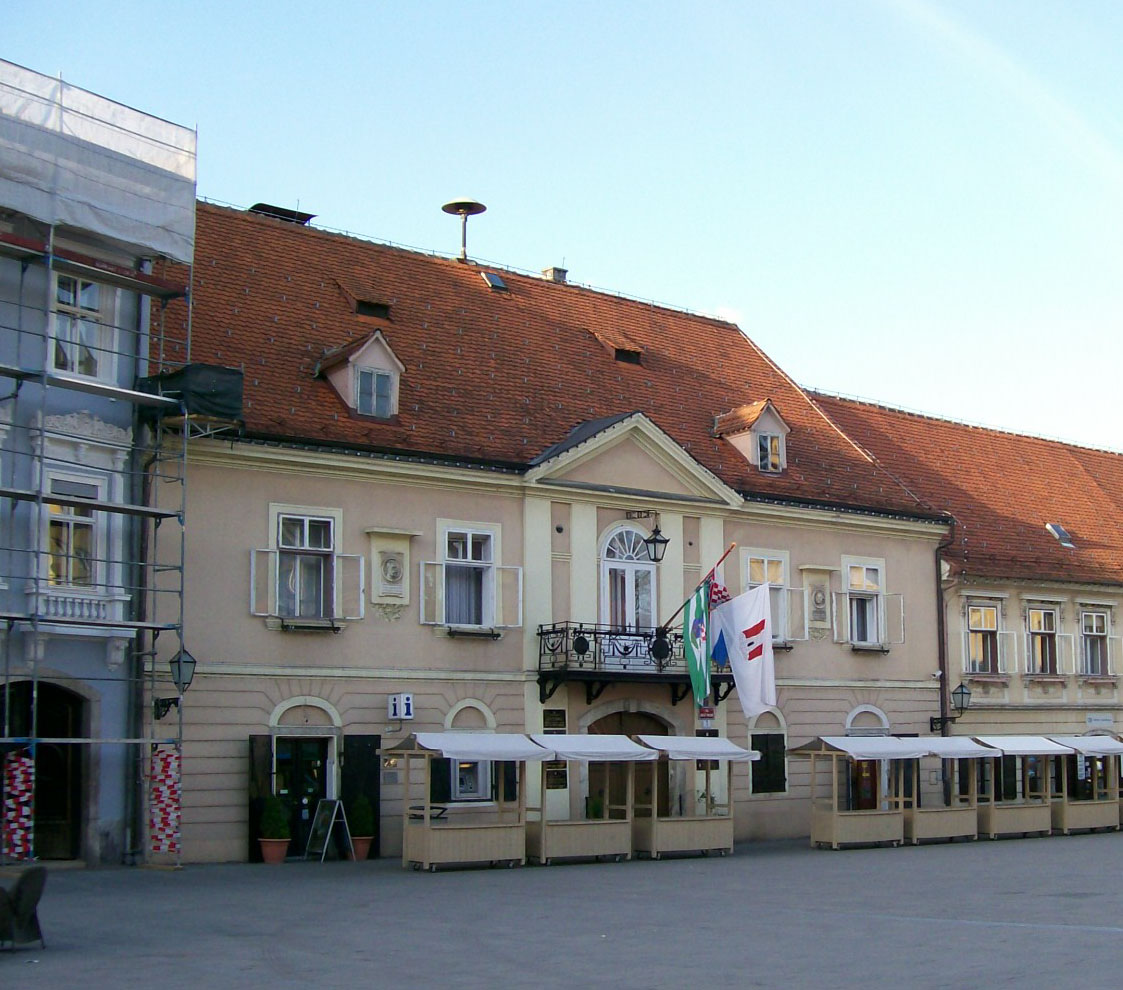
Az elöljáróság épülete

1809 és 1813 között francia megszállás alatt állt, ekkor Szamobor az Illír tartományok egyik kantonjának központja volt. A francia uralom a városnak fellendülést hozott, ekkor létesült postahivatala és megépült a várost Zágrábbal összekötő út is. Ebben az időben a horvát kulturális élet központja. 1824 és 1826 között felépült a városi magisztrátus és a városháza épülete. Az 1830-as évektől a farsangok idején fényes bálokat és karnevált tartottak. Ekkor lett a horvát nemzeti mozgalom központja Ferdo Livadić zeneszerző kastélya, mely ma múzeum. Livadić itt zenésítette meg Ljudevit Gaj „Još Hrvatska ni propala” (Még nem veszett el Horvátország) című versét, mely az első és legismertebb horvát indulóvá vált. Az 1848-as jobbágyfelszabadítás nagy változásokat hozott a város életében. A kisebb nemesi birtokok a város módos polgárainak, kereskedőknek és kézműveseknek a birtokába kerültek, vagy szétestek és a paraszti birtokokká aprózódtak szét. 1850-től megszűntek a feudális intézmények és kialakult a korszerű közigazgatási és ítélkezési rend. Szamobor is elveszítette régi kiváltságait, a megye igazgatása alá került és járási székhely lett. 1851-ben 127 település tartozott hozzá 18755 lakossal, melyből a város lakossága 2669 volt. Az 1860-as években a fejlődés új lendületet kapott. Új gyárak, hitelintézetek alakultak, a közlekedést modernizálták. 1864-ben rendezték meg az első horvát-szlavón-dalmát kiállítást, ahol Szamoborból 225 kiállító ajánlotta termékeit. Virágzott a közösségi élet, folyt a város parkosítása, fürdők és panziók nyíltak a városba látogató vendégek részére. Szamobort a főváros közelsége, a jó úthálózat és a szép természeti környezet kedvelt és forgalmas turisztikai célponttá tette. 1868-ban megnyílt a sveta helenai (ma Smidhenovo) gyógyfürdő. 1879-ben megjelent az első helyi újság a “Ljubica”. 1886-ban megalakult a városszépítő egyesület. 1889-ben kezdte meg működését az Óváros melletti Vugrinščak fürdő. A 19. század végétől kezdődtek az anindoli Anna napi búcsúk. Szent Anna a város védőszentje. 1883-ban Podsusednál megépült a Száván átívelő vasúti híd, megteremtve a város felé a vasúti összeköttetés feltételeit. A népszerű Samoborčeket végül 1901-ben adták át a forgalomnak és egészen 1979-ig üzemelt. 1900-ban nyílt meg a közkönyvtár és olvasókör.
1910-ben a város 2725 lakosából 2484 horvát volt. Ebben az évben nyílt meg az Óvár tornyában a város első múzeuma. (A mai múzeumot 1949-ben nyitották meg a Livadić-kastélyban.) Ekkor emelték Stanko Vraz költő kedvesének Ljubica Cantillynek emlékművét is. Ugyanebben az évben nagy árvíz pusztított. A következő években felgyorsult a városba való betelepülés. Szamobor a trianoni békeszerződésig Zágráb vármegye Szamobori járásának székhelye volt. A két világháború között a Jugoszláv Királysághoz tartozott, a városban számos villa és panzió épült. 1937-ben itt alakult meg a Horvát Kommunista Párt. A város a második világháború alatt a partizántevékenység központja volt.

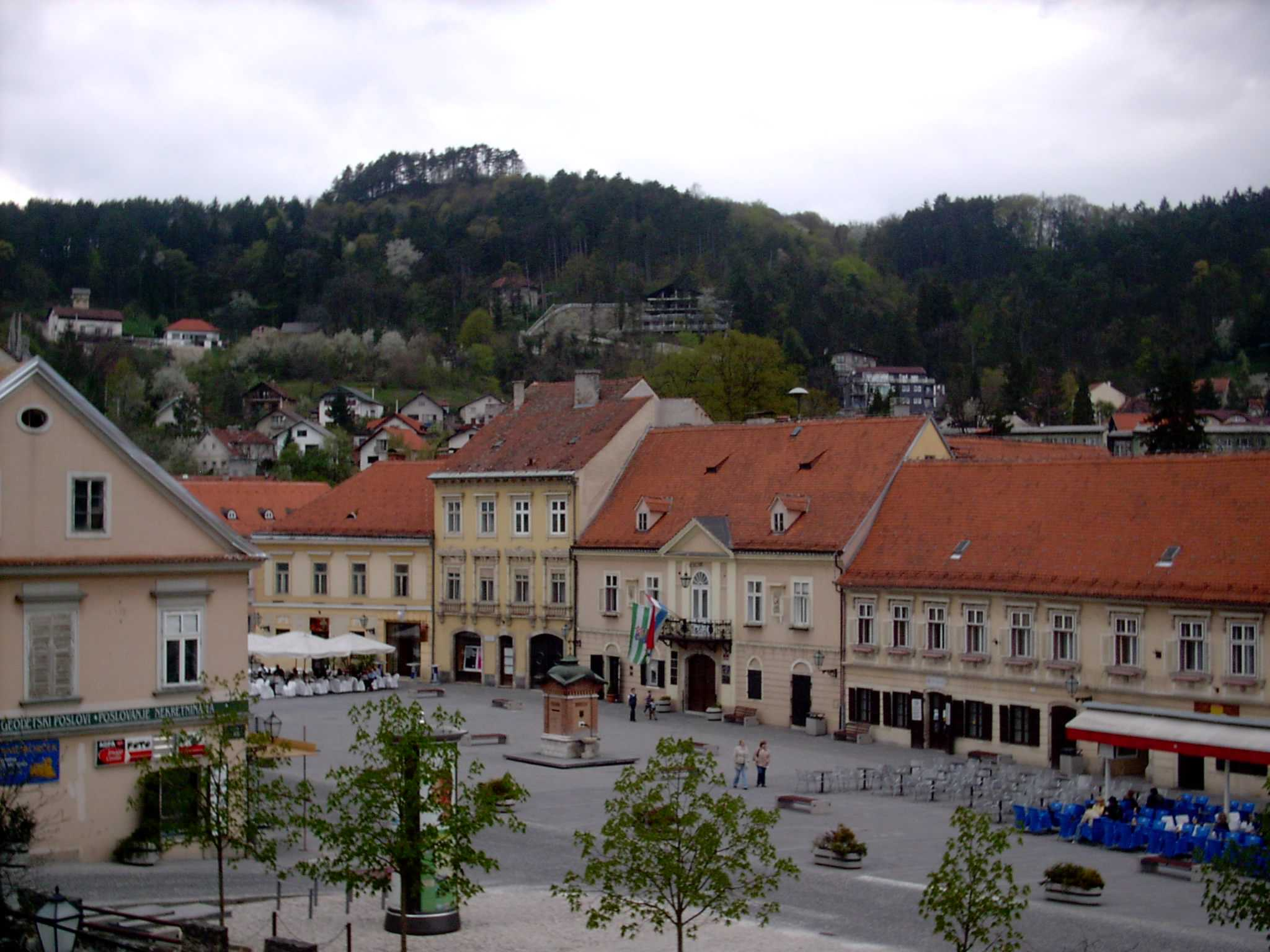
Samobor, a piactér

## Lakosság

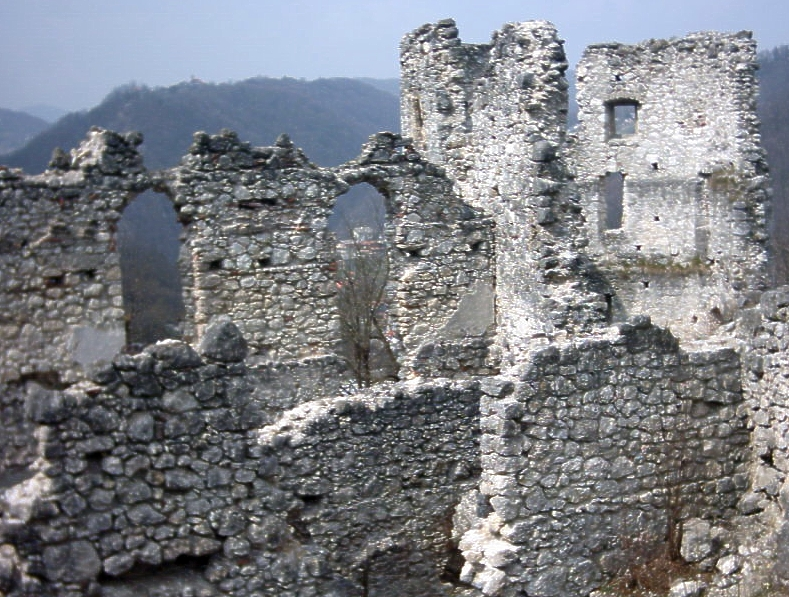
Szamobor várának romjai

| Lakosság változása | Lakosság változása | Lakosság változása | Lakosság változása | Lakosság változása | Lakosság változása | Lakosság változása | Lakosság változása | Lakosság változása | Lakosság változása | Lakosság változása | Lakosság változása | Lakosság változása | Lakosság változása | Lakosság változása | Lakosság változása |
| ------------------ | ------------------ | ------------------ | ------------------ | ------------------ | ------------------ | ------------------ | ------------------ | ------------------ | ------------------ | ------------------ | ------------------ | ------------------ | ------------------ | ------------------ | ------------------ |
| 1857               | 1869               | 1880               | 1890               | 1900               | 1910               | 1921               | 1931               | 1948               | 1953               | 1961               | 1971               | 1981               | 1991               | 2001               | 2011               |
| 3186               | 3060               | 3039               | 3228               | 2901               | 2790               | 2848               | 2966               | 3767               | 4665               | 5763               | 7773               | 12404              | 14170              | 15147              | 15867              |

## Nevezetességei
- A 13. századi Öregvár (Stari grad)[4] tekintélyes romjai a város feletti Tepec-hegyen egy völgy feletti sziklacsúcson állnak. Horvátország legnagyobb méretű várai közé tartozik. A vár alatti szabadidőparkból kényelmes sétaút vezet fel ide. A külső vár kapuja előtt felvonóhíd volt, a jobb oldalán egy több emeletes olasz bástya látható. Balra van a belső vár az öregtoronnyal és a várpalotával. Épületeinek egy része ma is emelet magasságban áll. Déli oldalán a 17. században egy kényelmesebb palotát építettek, mely ma is jó állapotban van.

- Szent Anasztázia tiszteletére szentelt plébániatemploma[5] 1671 és 1688 között épült, de elődjét már 1334-ben említik. Tervezője az itáliai származású Hans d’Allio, mecénása Auersperg Anna Erzsébet grófnő volt. Az ország egyik legjellegzetesebb kora barokk temploma. Falait 1897-ben Marco Antonini festette ki. A bejáratnál a Szenvedő Krisztus bronzszobra áll. Oltárai a 19. században készültek.

- A ferences templom és kolostor[6] 1735-ből való. Elődje a IV. Béla király által építtetett Szűz Mária kápolna volt, mely mint nyolcadik oltár ma is megtalálható a templom belső terében. Ez a város legrégibb építménye. A barokk épületegyüttes 1712 és 1735 között épült, ezen belül a templom szentélyének építése 1721-ben fejeződött be. Apszisát Franc Jelovšek 1752-ben festett Mária Mennybemenetele freskója borítja. A kolostornak értékes könyvtára van több könyvritkasággal.

- A Szent Mihály kápolna[7] 16. századi. A Szent Mihály kápolnát 1536-ban építették gótikus stílusban, a 17. és 18. században bővítették és megújították. Ekkor kapta mai barokk formáját. Egyhajós épület, sokszög záródású szentéllyel. Harangtornya a nyugati homlokzatnál épített nyitott előcsarnok felett magasodik, míg a kórus a déli oldalon található. A főoltár Ivan Komarsteiner munkája a 17. és 18. század fordulóján készült.

- A Szent György kápolna 1724-ben épült grizniki és mala rakovicai hívek adományából és önkéntes hozzájárulásával. Egyhajós épület, sokszög záródású szentéllyel. A bejárat a nyugati homlokzat előtti előcsarnokból nyílik. A kápolna a második világháborúban leégett és csak 1992-ben állították helyre.[8]

- A Szent Anna kápolna a város legkésőbbi szakrális épülete. 1751-ben az Auersperg grófok adományából kezdték építeni, de először csak 1759-ben említik. Ma a város búcsújáróhelye, ahova a nép a város ünnepén Szent Anna napján zarándokol el.[9]

- A Podolje-kastély 1590-ben épült, 1667-ben bővítették. A kastély az idők folyamán végzett felújításoknak köszönhetően máig megőrizte építészeti értékeit.

- A Livadić-kastély[10] a 18. században épült, ma a városi múzeum működik benne. A kastélyt egy tágas park veszi körül, amelyen belül öt másik épület található, amelyeket valamikor gazdasági célokra használtak. A kastély egyszintes, L alakú épület, a szárnyak találkozásánál toronnyal. A kastélyt 18. század második felében építette a Tisztpataky Ferenc udvari tanácsos. A 19. század második felében átépítették, a belső tér kialakítása ebből az időből származik. A 20. századi újabb beavatkozáskor került kialakításra az északi homlokzat első emeleti erkélye, valamint a falak támpillérjei a nyugati homlokzat mentén.

- A Reiser-kastély a ferences kolostortól nem messze, a Lang utca déli oldalán, egy dombon található. A homlokzat kialakításából, de a belső elemekből, például a lépcsőből is következtethetünk arra, hogy a 19. század elején épült. A homlokzatokat a klasszicista egyszerűség jellemzi, mely más építészeti elemekben is megmutatkozik. A kastély a parkkal körülvéve alkot harmonikus egészet, emellett Szamobor egyik legfestőibb kilátását nyújtja.[11]

- A melegvizű források folyamatos használatának szép példája a Sveta Helena régészeti övezet, ahol kis területen az ókortól a 20. századig találhatók a több korszakon átívelő használatra utaló leletek. Így ez a régészeti lelőhely kivételes értéket képvisel a szamobori régió számára.[12]

- Környéke rendkívül gazdag halban és vadban, mely a horgászok és vadászok kedvelt helyévé teszi.

- A környékbeli hegyek a hegymászóknak nyújtanak nagy élményt.

- A városnak gazdag népi hagyományai és népviselete van.

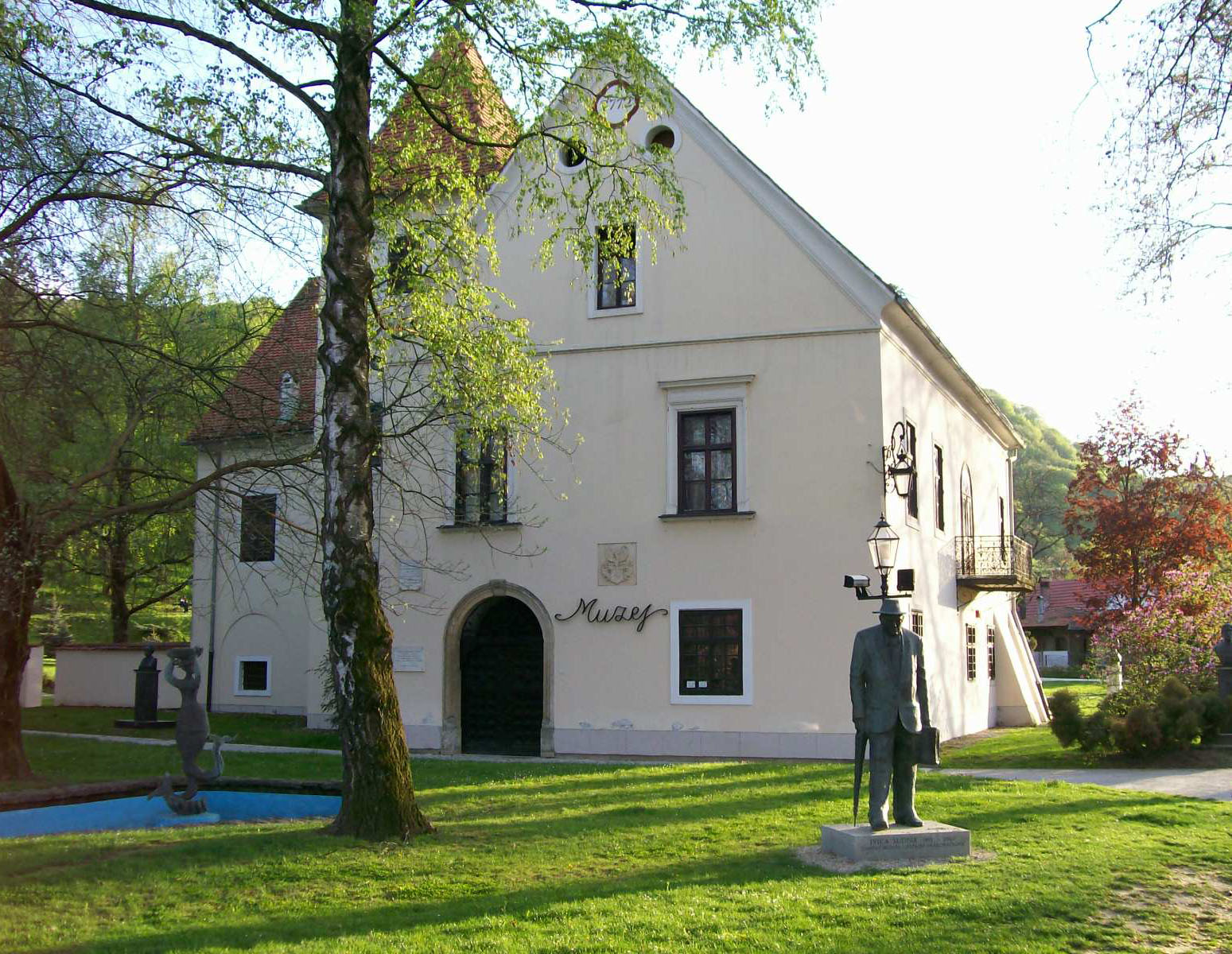
A múzeum épülete

## Kultúra
A helyi népviselet fontos része a „kraluš”, mely nem más, mint egy kötött, gyöngyökkel díszített nyaklánc. Ma hagyományos viseletekkel, de modern városi típusú ruhákkal is viselik. A szamobori plébánia területén található legrégebbi források már a 20. század elején megerősítik a kraluš létezését. A második világháború előtti időszakban a gyöngyök üvegesek és sokszínűek voltak. A színtelen mellett leggyakrabban pirosak (a lányok és a fiatalabb nők termékenységének előidézésére) és kékek, és a beszerzés lehetőségeitől függően más színű gyöngyök is lehettek. A kis tarka szemek mellett valamivel nagyobb gyöngyházfehér, ezüst vagy arany szemcsék is voltak.
A „kremština” egy leveles tésztából készített és felvert tojásos desszert, amelyet különböző nevekkel és változatokkal ismernek Közép-Európa és a mediterrán országok területén. Horvátország egyik legismertebb változata a szamobori kremština. Szamobor gazdag kulturális, ipari és turisztikai központ. Đuro Lukačić (1909-1996) szamobori cukrász, a zágrábi cukrászdák (Kostinčer, Hajoš és mások) jól ismert receptjei alapján készítette el saját desszert receptjét. Ezekben az években Szamobor a zágrábiak kedvelt piknikezőhelye volt, különösen a hegymászók és kirándulók számára. A desszert egyszerűsége, természetes íze és minősége miatt Zágrábban és környékén gyorsan ismertté vált.